# 남원노암초등학교
남원노암초등학교는 대한민국 전북특별자치도 남원시에 있는 공립 초등학교이다.

## 학교 연혁
- 1970.3.2 개교(남원국민학교에서 분리)
- 1982.3.1 남원남국민학교 병설유치원 설립
- 1996.3.1 남원남초등학교로 개명
- 1999.3.1 남원노암초등학교로 개명
- 2009.3.1 영어교육 리더교육 선정
- 2010.10.29 도지정 디지털교과서 시범학교 보고
- 2010.12.17 병설유치원 신축 준공
- 2011.3.1 교육복지 우선지원 학교 선정
- 2011.9.1 제13대 모정호 교장 부임
- 2013.2.15 제43회 졸업(총 4337명)
- 2014.2.14 제44회 졸업(총 4416명)
- 2014.3.1초등학교 14학급 318명 편성 (일반학급 13학급, 특수학급 1학급) 유치원 3학급 40명 편성
- 2014.9.1 제14대 이금옥 교장 부임

## 참고 자료
- 남원노암초등학교 - 한국교육학술정보원 학교알리미